# Marc Surer
 Marc Surer  (* 18. září 1951 Aresdorf, Švýcarsko) je švýcarský bývalý automobilový závodník. Účastník formule 1 v letech 1979–1986.
Automobilové závody byly ve Švýcarsku zakázány po nehodě v závodě 24 hodin v Le Mans 1955, kdy zemřelo více než 80 diváků. Pro mladé Švýcary bylo velmi obtížné se prosazovat v automobilových závodech. Marc začínal na motokárách v roce 1972, kdy už mu bylo 20 let a hned napoprvé se stal švýcarským šampionem v kategorii B. O rok později byl třetí na Mistrovství Evropy v kategorii A.
V roce 1974 vstoupil do německé formule Vee, kde skončil druhý o rok později ve stejné formuli, ale ve středoevropském mistrovství skončil na třetím místě, což mu vyneslo místo ve formuli 3 v sezóně 1976. Evropská formule 3, byla v roce 1976 poměrně vyrovnaná a boj o titul byl dramatický, nakonec ho získal Riccardo Patrese se stejným počtem bodů jako druhý Conny Anderson, nováček Marc Surer vybojoval páté místo. V tomto roce jezdil i F3 v Německu a po jednom vítězství a třech druhých místech byl druhý. Dobré výsledky mu vynesly místo v juniorském týmu BMW vedle Eddie Cheevera a Manfreda Winkelhocka v závodech cestovních vozů ve skupině 5.
V roce 1978 vstoupil do mistrovství Evropy formule 2 a v celém seriálu nestačil pouze na týmového kolegu Itala Bruna Giacomelliho, který zvítězil v osmi ze 12 závodů. Sezóna 1979 byla mnohem vyrovnanější a první čtyři jezdci Marc Surer, Brian Henton, Derek Daly a Eddie Cheever se vešli do rozdílu 6 bodů.
Ještě koncem roku 1979 usedl na poslední tři závody do kokpitu vozu Ensign formule 1. Pro rok 1980 podepsal smlouvu u ATS a nezahájil právě šťastně, před Grand Prix Jihoafrické republiky havaroval a zlomil si kotník. Sezónu 1981 zahájil znovu u týmu Ensign a poprvé získal body za čtvrté místo v Grand Prix Brazílie. Na jihoafrické půdě se mu nedařilo, znovu havaroval v Kyalami a zbytek sezóny strávil za volantem vozu Theodore. Nakonec přišla lákavá nabídka od týmu Arrows, kde nakonec zůstal tři roky. Pro rok 1985 získal sedačku u týmu Brabham a znovu mu chyběl jen krůček ke stupni vítězů. V Itálii byl čtvrtý a vyrovnal tak svůj nejlepší výsledek ve formuli 1. Sezóna 1985 byla nakonec jeho nejúspěšnější, následující rok se vrátil k týmu Arrows, ale v polovině sezóny ze světa velkých cen definitivně odešel. Důvodem jeho absence ve startovní listině F1 byla vážná nehoda při Hessen Rally v Německu, kde pilotoval soukromý Ford RS200. Při nehodě přišel o život jeho spolujezdec a Marc utrpěl vážná zranění a popáleniny.
V roce 1988 jej přijalo BMW jako instruktora pro tréninkový program, zároveň zahájil svou kariéru televizního komentátora pro švýcarský kanál DRS. K závodění se dostává jen sporadický, v roce 1994 a 1995 spolu s Johnny Cecottem a Jo Winkelhockem vítězí v German Super Touring Car Championship s vozem BMW. V roce 1991 byl zvolen do čela motosportu BMW. V roce 1996 zahájil spolupráci s německou televizní stanicí DF1 a od roku 1997 má svůj vlastní pořad Motorshow ve švýcarské SF2.

## Kompletní výsledky F1
| Legenda k tabulce | Legenda k tabulce                                                                       |
| Barva             | Výsledek                                                                                |
| ----------------- | --------------------------------------------------------------------------------------- |
| Zlatá             | Vítěz                                                                                   |
| Stříbrná          | 2. místo                                                                                |
| Bronzová          | 3. místo                                                                                |
| Zelená            | Bodované umístění                                                                       |
| Modrá             | Nebodované umístění                                                                     |
| Modrá             | Dokončil neklasifikován (NC)                                                            |
| Fialová           | Odstoupil (Ret)                                                                         |
| Červená           | Nekvalifikoval se (DNQ)                                                                 |
| Červená           | Nepředkvalifikoval se (DNPQ)                                                            |
| Černá             | Diskvalifikován (DSQ)                                                                   |
| Bílá              | Nestartoval (DNS)                                                                       |
| Bílá              | Závod zrušen (C)                                                                        |
| Světle modrá      | Pouze trénoval (PO)                                                                     |
| Světle modrá      | Páteční testovací jezdec (TD)                                                           |
| Bez barvy         | Netrénoval (DNP)                                                                        |
| Bez barvy         | Vyřazen (EX)                                                                            |
| Bez barvy         | Nepřijel (DNA)                                                                          |
| Bez barvy         | Odvolal účast (WD)                                                                      |
| Bez barvy         | Nezúčastnil se (prázdné)                                                                |
| Označení          | Význam                                                                                  |
| Tučnost           | Pole position                                                                           |
| Kurzíva           | Nejrychlejší kolo                                                                       |
| †                 | Jezdec nedojel do cíle, ale byl klasifikován, protože odjel více než 90 % délky závodu. |
| ‡                 | Byl udělován poloviční počet bodů, protože bylo odjeto méně než 75 % délky závodu.      |
| Horní index       | Umístění bodujících jezdců ve sprintu                                                   |

| Rok  | Tým                            | Šasi          | Motor       | 1       | 2       | 3       | 4       | 5       | 6       | 7       | 8       | 9       | 10      | 11      | 12      | 13      | 14      | 15      | 16      | Umístění | Body |
| 1979 | Ensign                         | Ensign N179   | Cosworth V8 | ARG     | BRA     | RSA     | USW     | ESP     | BEL     | MON     | FRA     | GBR     | GER     | AUT     | NED     | ITA DNQ | CAN DNQ | USA Ret |         | -        | 0    |
| 1980 | Team ATS                       | ATS D3        | Cosworth V8 | ARG Ret | BRA 7   |         |         |         |         |         |         |         |         |         |         |         |         |         |         | -        | 0    |
| 1980 | Team ATS                       | ATS D4        | Cosworth V8 |         |         | RSA DNQ | USW     | BEL     | MON     | FRA Ret | GBR Ret | GER 12  | AUT 12  | NED 10  | ITA Ret | CAN DNQ | USA 8   |         |         | -        | 0    |
| 1981 | Ensign Racing                  | Ensign N180B  | Cosworth V8 | USW Ret | BRA 4   | ARG Ret | SMR 9   | BEL 11  | MON 6   | ESP     |         |         |         |         |         |         |         |         |         | 16       | 4    |
| 1981 | Theodore Racing Team           | Theodore TY01 | Cosworth V8 |         |         |         |         |         |         |         | FRA 12  | GBR 11  | GER 14  | AUT Ret | NED 8   | ITA DNQ | CAN 9   | LVS Ret |         | 16       | 4    |
| 1982 | Arrows Racing Team             | Arrows A4     | Cosworth V8 | RSA     | BRA     | USW     | SMR     | BEL 7   | MON 9   | USE 8   | CAN 5   | NED 10  | GBR Ret | FRA 13  | GER 6   | AUT Ret |         | ITA Ret |         | 21       | 3    |
| 1982 | Arrows Racing Team             | Arrows A5     | Cosworth V8 |         |         |         |         |         |         |         |         |         |         |         |         |         | SUI 15  |         | LVS 7   | 21       | 3    |
| 1983 | Arrows Racing Team             | Arrows A6     | Cosworth V8 | BRA 6   | USW 5   | FRA 10  | SMR 6   | MON Ret | BEL 11  | USE 11  | CAN Ret | GBR 17  | GER 7   | AUT Ret | NED 8   | ITA 10  | EUR Ret | RSA 8   |         | 15       | 4    |
| 1984 | Barclay Nordica Arrows BMW     | Arrows A6     | Cosworth V8 | BRA 7   | RSA 9   | BEL 8   |         | FRA Ret | MON DNQ | CAN Ret | USE Ret |         |         |         |         |         |         |         |         | 20       | 1    |
| 1984 | Barclay Nordica Arrows BMW     | Arrows A7     | BMW         |         |         |         | SMR Ret |         |         |         |         | USA Ret | GBR 11  | GER Ret | AUT 6   | NED Ret | ITA Ret | EUR Ret | POR Ret | 20       | 1    |
| 1985 | Motor Racing Developments Ltd. | Brabham BT54  | BMW         | BRA     | POR     | SMR     | MON     | CAN 15  | USE 8   | FRA 8   | GBR 6   | GER Ret | AUT 6   | NED 10  | ITA 4   | BEL 8   | EUR 13  | RSA Ret | AUS Ret | 13       | 5    |
| 1986 | Barclay Arrows BMW             | Arrows A8     | BMW         | BRA Ret | ESP Ret | SMR 9   | MON 9   | BEL 9   | CAN     | USE     | FRA     | GBR     | GER     | HUN     | AUT     | ITA     | POR     | MEX     | AUS     | -        | 0    |

### Výsledky z ostatních kategorií automobilového sportu
| Sezóna | Série               | Tým         | Závody | Pole position | Vítězství | Body | Konečné umístění |
| 1972   | Motokáry            |             |        |               |           |      | 1. místo         |
| 1973   | Motokáry            |             |        |               |           |      | 3. místo         |
| 1974   | Formule Vee         | Fuchs VW    |        |               |           |      | 2. místo         |
| 1975   | Formule Vee         | Motul VW    |        |               |           |      | 3. místo         |
| 1976   | Formule 3 - Německo | Chevron     |        |               |           | 77   | 2. místo         |
| 1976   | Formule 3 -Evropa   | Chevron     |        |               |           | 13   | 5. místo         |
| 1976   | Formule 2           | Chevron     | 1      |               |           |      |                  |
| 1977   | Formule 2           | March 762   | 8      |               |           | 5    | 13. místo        |
| 1978   | Formule 2           | March 782   | 12     | 1             |           | 48   | 2. místo         |
| 1979   | Formule 2           | March 792   | 11     | 2             | 2         | 38   | 1. místo         |
| 1981   | Formule 2           | March 812   | 2,     | 0             | 0         | 0    |                  |
| 1984   | Rally               | Renault R5  | 2      |               |           |      |                  |
| 1985   | Sportovní vozy      | Porsche 962 |        |               | 1         |      |                  |

## 24 h Le Mans
| Rok  | Tým                        | Kategorie | Vůz                   | Pozice         | Výsledky |
| ---- | -------------------------- | --------- | --------------------- | -------------- | -------- |
| 1978 | PP Sauber AG - Artos/Fancy | 6         | Sauber C5 – BMW/Mader | Neklasifikován | Výsledky |
| 1981 | Wurth Team Sauber          | G5        | BMW M1                | Odstoupil      | Výsledky |
| 1982 | Ford Werke AG              | C         | Ford C100             | Odstoupil      | Výsledky |